# Denis Ménochet
Denis Ménochet, född 18 september 1976 i Enghien-les-Bains, Île-de-France, är en fransk skådespelare.

## Utmärkelser
Ménochet vann Goyapriset för bästa manliga huvudroll 2023 för The Beasts.

## Roller i urval
- 2005 – Mustaschen
- 2009 – Inglourious Basterds
- 2012 – Bakom stängda dörrar
- 2013 – Grand Central
- 2015 – The Hateful Eight
- 2016 – Assassin's Creed
- 2016 – Dansaren
- 2018 – Allt för min son
- 2018 – Maria Magdalena
- 2019 – I Guds namn
- 2022 – The Beasts
- 2023 – Beau Is Afraid
- 2024 – Rumours